# Cryptus mutatus
Cryptus mutatus là một loài tò vò trong họ Ichneumonidae.